# Sorgenfrei durch Dr. Flagg – Carefree
Sorgenfrei durch Dr. Flagg – Carefree (Originaltitel: Carefree) ist ein US-amerikanisches Filmmusical mit Fred Astaire und Ginger Rogers aus dem Jahr 1938. Die Regie führte Mark Sandrich, die Songs schrieb Irving Berlin.

## Handlung
Der langweilige Rechtsanwalt Stephen Arden macht seiner Freundin Amanda Cooper einen Heiratsantrag nach dem anderen. Amanda arbeitet als Sängerin beim Radio und kann sich nicht entscheiden, ob sie Stephen heiraten soll oder nicht. Dieser bittet schließlich seinen Freund, den Psychiater Dr. Tony Flagg, um Hilfe. Tony soll Amanda behandeln, damit sie endlich ihre Angst vor dem Gang zum Traualtar überwindet.
Als Amanda einen Termin bei Tony wahrnehmen will, hört sie zufällig, wie er auf sein Tonband spricht und sie dabei als törichte Frau beschreibt. Empört weist sie Tony zurecht und verlässt dann eilig seine Praxis. In einem Country Club treffen sie sich schließlich wieder. Nach einer wilden Verfolgungsjagd auf Fahrrädern entschuldigt sich Tony bei Amanda. Er ist auch weiterhin entschlossen herauszufinden, warum Amanda Angst vor der Ehe hat. Während Tony mit speziellen Früchten und Schlafmitteln vergeblich versucht, in Amandas Unterbewusstsein vorzudringen, verliebt sie sich in ihn.
Nachdem Tony mittels Hypnose dafür gesorgt hat, dass Amanda ihn nicht mehr mag und sich stattdessen in Stephen verliebt, wird Tony klar, dass er sich auch in Amanda verliebt hat. Um diese wieder für sich zu gewinnen, will er sie erneut hypnotisieren. Doch Amanda geht ihm nunmehr aus dem Weg, und auch Stephen hält ihn davon ab. Kurz vor Amandas und Stephens Hochzeit gelingt es Tony schließlich doch, Amanda zu hypnotisieren und ihre künstliche Aversion gegen ihn wieder in Liebe zu verwandeln. Zu diesem Zweck musste er sie K. o. schlagen, weshalb Amanda anschließend mit blauem Auge vor den Traualtar schreitet, um Tony das Ja-Wort zu geben.

## Hintergrund
Sorgenfrei durch Dr. Flagg – Carefree war der achte von zehn gemeinsamen Filmen von Fred Astaire und Ginger Rogers. Abgesehen von Change Partners schrieb Irving Berlin alle Songs des Films innerhalb weniger Tage, als er Urlaub in Phoenix machte. Ursprünglich sollte die Tanzszene zu seinem Song I Used to Be Color Blind nicht nur in Zeitlupe, sondern auch in Technicolor gedreht werden. Erste Testaufnahmen wiesen jedoch eine zu schlechte Qualität auf, weshalb die Szene wie der Rest des Films in Schwarzweiß gedreht wurde.
Für seine Tanzeinlage zu Since They Turned Loch Lomand into Swing, bei der er Golf spielt, probte Astaire zwei Wochen lang. Die Szene wurde anschließend am 14. und 15. April 1938 drei Wochen vor dem eigentlichen Drehbeginn gefilmt. Die restlichen Dreharbeiten fanden vom 9. Mai bis 21. Juli 1938 statt. Die Außenaufnahmen entstanden auf der Columbia Ranch und in den Busch Gardens in Pasadena.
Die Uraufführung von Sorgenfrei durch Dr. Flagg – Carefree fand am 2. September 1938 in den Vereinigten Staaten statt. Der Film spielte 1.731.000 Dollar an den US-amerikanischen Kinokassen ein, machte aber im Hinblick auf die Produktionskosten einen Verlust von 68.000 Dollar. Am 17. Juni 1985 wurde das Filmmusical erstmals im deutschen Fernsehen gezeigt.

## Musik- und Tanznummern

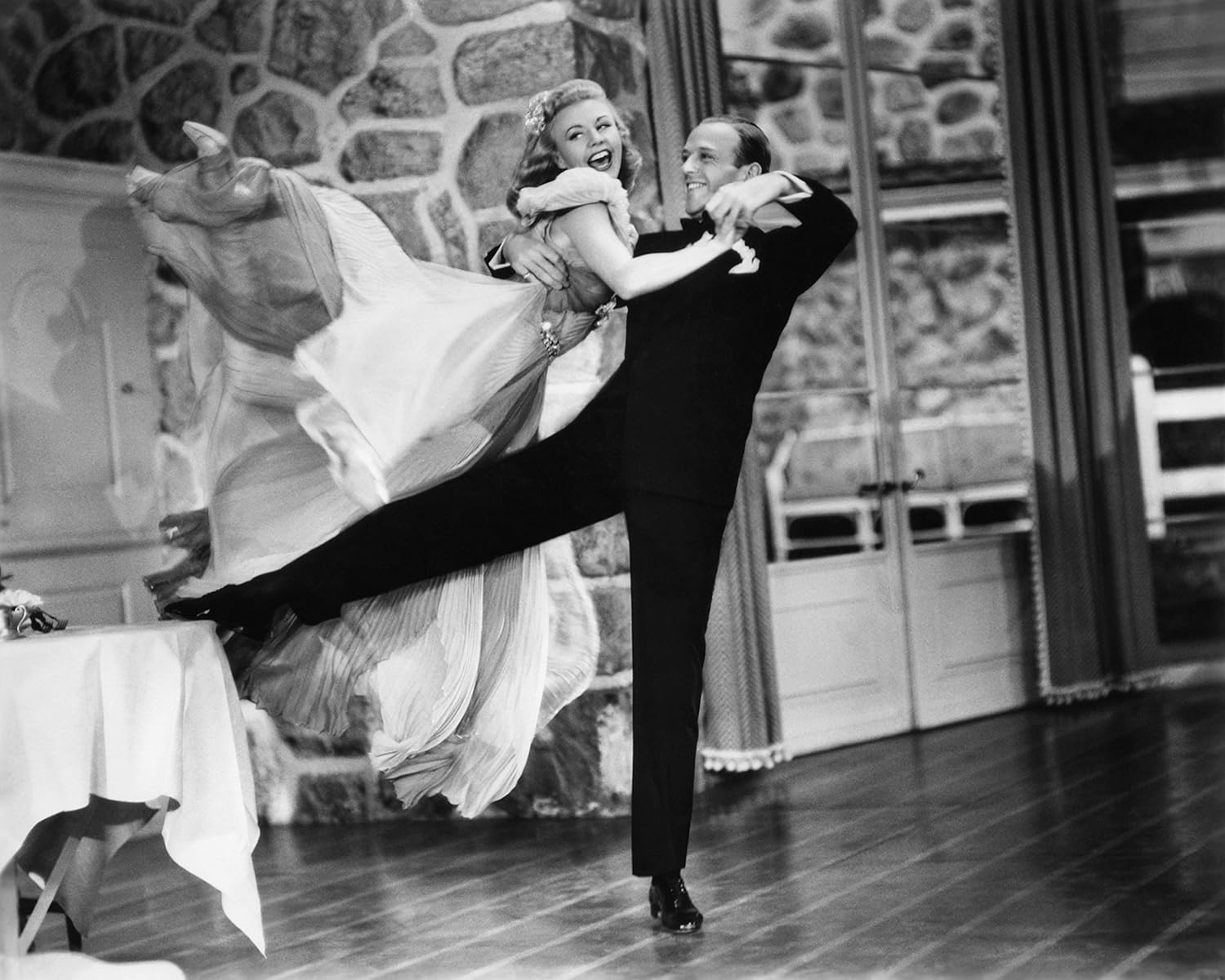
Rogers und Astaire beim Tanz zu The Yam (1938)

- Since They Turned Loch Lomand into Swing (Irving Berlin) – getanzt von Fred Astaire beim Golfspielen
- Carefree (Berlin) – getanzt von Astaire
- I Used to Be Color Blind (Berlin) – in Zeitlupe getanzt von Astaire und Ginger Rogers innerhalb einer Traumsequenz
- The Yam (Berlin) – gesungen von Rogers; getanzt von Astaire, Rogers und weiteren Tänzern
- Change Partners (Berlin) – getanzt von Astaire und Rogers

## Kritiken
Für das Lexikon des internationalen Films war Sorgenfrei durch Dr. Flagg – Carefree eine „[l]eichtgewichtige, unterhaltsame musikalische Komödie“ aus der Spätphase des beliebten Tanzpaars Astaire und Rogers. Der Film warte „mit einigen attraktiven Musik- und Tanzszenen“ auf, sei jedoch „[i]nszenatorisch allenfalls Mittelmaß“. Cinema fand den Film „[e]rfreulich für Auge und Ohr“.
„Die Handlung ist enttäuschend und verwirrt den Zuschauer“, urteilte seinerzeit Variety. Frank S. Nugent von der New York Times bezeichnete den Film wiederum als „exzellente Musikkomödie“, die „geistreich“ und „kultiviert“ sowie optisch und musikalisch ansprechend sei. Für den Filmkritiker Leonard Maltin handelte es sich um „Freds und Gingers komischsten Film“. Er sei „schrullig und unkonventionell“ und könne „gute“ Musik von Irving Berlin vorweisen.

## Auszeichnungen
Bei der Oscarverleihung 1939 war der Film in den drei Kategorien Bestes Szenenbild, Beste Filmmusik und Bester Song (Change Partners) nominiert. Filmarchitekt Van Nest Polglase, Komponist Victor Baravalle und auch Irving Berlin konnten sich letztlich jedoch nicht gegen die Konkurrenz durchsetzen.

## Deutsche Fassung
Eine deutsche Synchronfassung entstand 1985 in München im Auftrag der ARD.
| Rolle          | Darsteller    | Synchronsprecher |
| -------------- | ------------- | ---------------- |
| Tony Flagg     | Fred Astaire  | Eckart Dux       |
| Amanda Cooper  | Ginger Rogers | Andrea L’Arronge |
| Stephen Arden  | Ralph Bellamy | Frank Engelhardt |
| Thomas Connors | Jack Carson   | Klaus Guth       |